# Jasmine Bonnin
Jasmine Bonnin (* 20. Februar 1952 in Casablanca, Marokko) ist eine deutsche Sängerin und Liedermacherin.

## Leben
Im Alter von vier Jahren sang Jasmine Bonnin im Kinderchor des RIAS in Berlin. Sie besuchte das Französische Gymnasium in Berlin. Nach dem Abitur studierte sie an der FU Berlin Romanistik und Geographie für das Lehramt an Gymnasien.
Bonnin war Mitglied des Trios Das Fenster, das die Langspielplatte Doch wir veröffentlichte. Von 1974 bis 1981 erschienen drei Soloalben von ihr.
Bonnin arbeitet gelegentlich als Schauspielerin.

## Stilistik
Jasmine Bonnins Lieder sind komplex arrangierte Stücke im Stil der Liedermacher. Die meisten Texte schrieb Bonnin selbst. Teilweise haben die Lieder Chanson- oder Rockcharakter. Die Texte handeln meist von Beziehungen und Gefühlen. Außer eigenen Stücken nahm sie auch Interpretationen bekannter Popsongs auf, darunter Straßen unserer Stadt, eine Nachdichtung von Streets of London, sowie Abendlied, eine Interpretation von As Tears Go By.
Sie hatte kein festes Begleitensemble, sondern für ihre Alben, teilweise auch für einzelnen Titel, wurde jeweils eine Studiogruppe zusammengestellt. Die Instrumentierung ihrer Stücke variiert deswegen stark. Auf einigen Stücken spielt sie selbst Gitarre. Auf ihrem ersten, von Wolfgang Asam produzierten Soloalbum sind hauptsächlich profilierte Studiomusiker wie Keyboarder Jürgen Knieper, Bassist Hans Rettenbacher und Drummer Tom Holm zu hören. Auf ihrem zweiten Album wirken bekanntere Musiker mit, darunter Drummer Wolfgang Thierfeld, Keyboarder Manfred Rürup und Saxofonist Günther Reger von Release Music Orchestra, Keyboarder Reinhold Heil (später Spliff), Keyboarder Manfred Opitz (später Lilli Berlin), Bassist Earl Bostic (später langjähriges Mitglied von Georg Danzers Band) sowie Studiomusiker wie Christian Evans oder Chris Franklin, die bei zahlreichen Schlager- und Chanson-Produktionen mitgewirkt haben. Ihr drittes Album Zuhause wurde in den USA postproduziert, so dass darauf auch US-Studiomusiker zu hören sind.

## Diskografie
Mit Das Fenster 
- 1970: Doch wir (mit Das Fenster; BASF)

 Solo 
- 1974: Gelöstes Haar (Hansa)
- 1979: Keine Angst (pläne)
- 1981: Zuhause (pläne)
- 2005: Sehn-Süchtig (Quint-essence Musik)

Compilation
- 2003: Best of (Quint-essence Musik)